# カエルツボカビ症

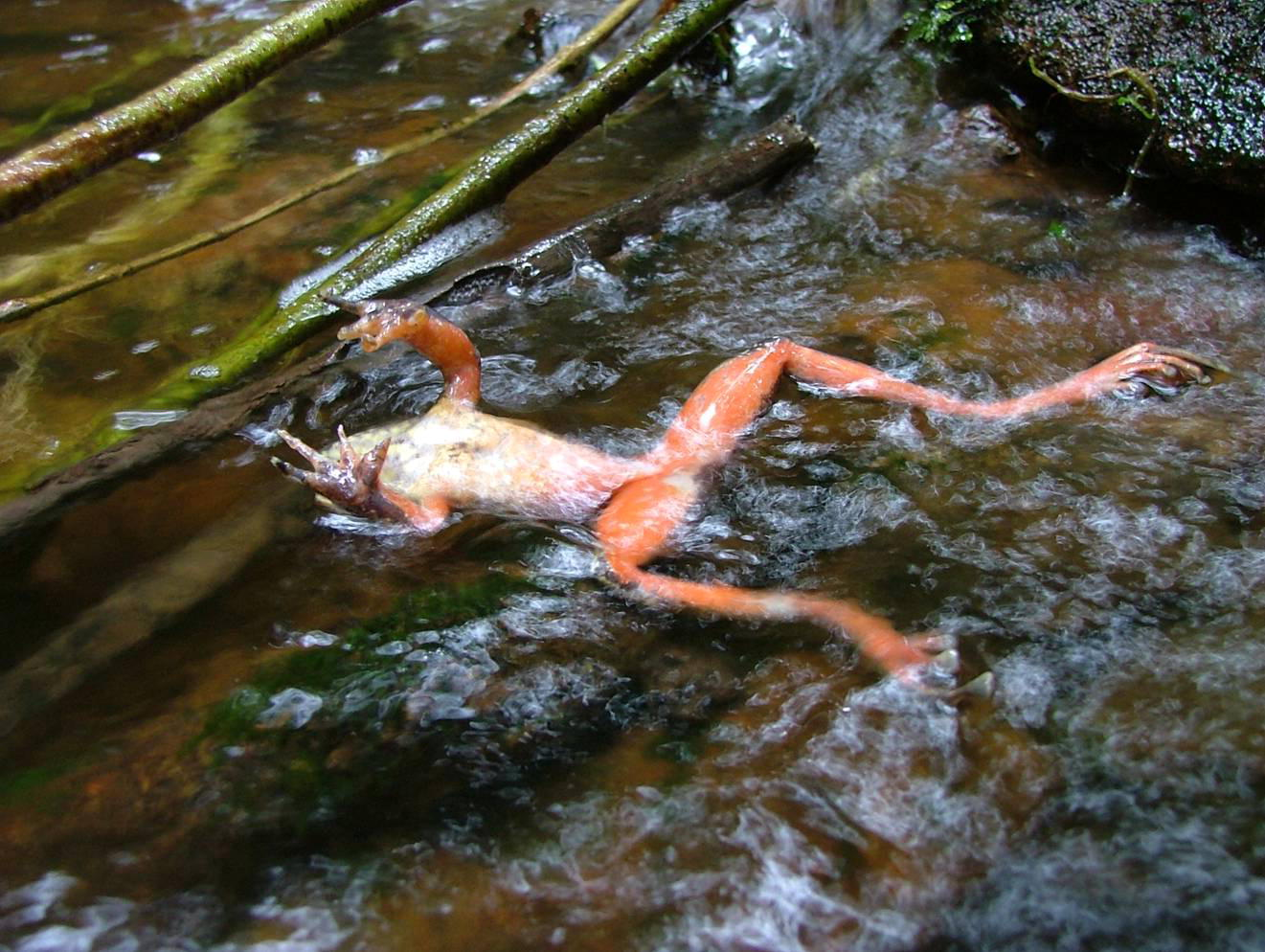
1. カエルツボカビ症で死亡したカエル

カエルツボカビ症（カエルツボカビしょう、英: chytridiomycosis）は、ツボカビ門に属する菌類の1種であるカエルツボカビ (学名: Batrachochytrium dendrobatidis) によって引き起こされる両生類の感染症である（図1）。中米やオーストラリアで両生類の大量死を引き起こしたことで、1998年に初めて認識された。カエルツボカビは両生類の皮膚でケラチンなどを栄養分として増殖し、皮膚呼吸など皮膚のさまざまな機能を阻害する。一般的な症状としては皮膚の脱落や変色、紅斑の発症、運動失調を示し、重症化すると死亡する。カエルツボカビは1本の鞭毛をもつ遊走子を形成・放出し、これが再び両生類の皮膚に感染する。世界的な両生類の減少の一因となっているが、東アジアでは大きな被害は見られない。カエルツボカビはもともと東アジアで両生類と安定的な関係を結んでいたが、人間活動によって世界中に広がり、抵抗性がない両生類に壊滅的な被害を与えていると考えられている。また、カエルツボカビの近縁種であるイモリツボカビ（Batrachochytrium salamandrivorans）は有尾類（イモリ、サンショウウオ）のみに寄生し、オランダなどのファイアサラマンダーに大きな被害を与えた。

## 原因菌
カエルツボカビ症の原因菌は、ツボカビ門ツボカビ綱の1種であるカエルツボカビ (学名: Batrachochytrium dendrobatidis) であり、1999年に新属新種として記載された。属名の "Batracho-chytrium" はギリシア語の「カエル」（batracho）と「壺（つぼ）」（chytr; 生物学においてはしばしばツボカビ類を意味する）に由来し、種小名の "dendrobatidis" は、ヤドクガエル属 (Dendrobates) からの分離株が記載の際にタイプに用いられたことに由来する。また、ファイアサラマンダーなど有尾類に寄生する近縁種が確認され、2013年にカエルツボカビ属の2番目の種、イモリツボカビ（サンショウウオツボカビ、Batrachochytrium salamandrivorans）として記載された。ツボカビ綱の中には腐生性（生きていない有機物を栄養源とする）の種に加えて藻類、菌類、陸上植物、ワムシ、線虫、昆虫などに寄生する種が知られているが、脊椎動物に寄生するものは、カエルツボカビ属と、淡水魚に寄生する Ichthyochytrium のみが知られている。

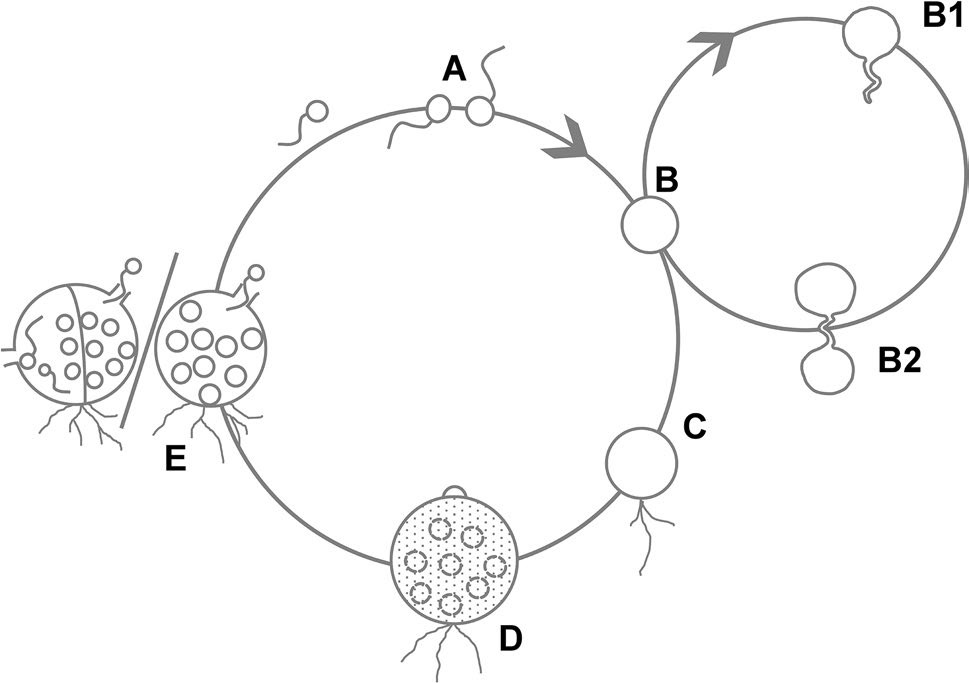
2. カエルツボカビ属の生活環: (A) 遊走子、(B) シスト化した遊走子、(C) 仮根をもつ菌体、(D) 未成熟の遊走子嚢、(E) 放出管から遊走子を放出する遊走子嚢、(B1, B2; イモリツボカビのみ) 発芽管を通じた出芽的増殖

カエルツボカビは、細胞後端から後方へ伸びる1本の鞭毛をもつ遊走子によって増殖する（上図2A）。遊走子は球形から楕円形、直径はふつう3–5マイクロメートル (µm)、鞭毛長は 20 µm ほどである。遊走子はケラチンやその主要構成アミノ酸であるシステイン、両生類の粘液構成糖に対して走化性を示すことが報告されている。遊走子は両生類の皮膚に着生すると鞭毛を吸収し、細胞壁を形成してシスト化する（上図2B）。シスト化した細胞は発芽管を伸ばして角質層や顆粒層の細胞内に侵入し、また仮根を形成して皮膚のタンパク質であるケラチンなどを分解・利用して成長する（上図2C, D, 下図3a）。遊走子嚢は細胞表面に外生、または細胞内に内生する。内臓などに侵入することはない。菌体の本体はふつう単細胞のままであるが、ときに複数の細胞に分裂することもあり、前者は単心性（1個の遊走子嚢）の、後者は多心性（複数の遊走子嚢）の菌体になる（上図2E）。遊走子嚢内では、最大で300個ほどの遊走子が形成される。遊走子嚢は放出管を形成し、これを通って遊走子が放出される（下図3b, c）。好条件では、着生した遊走子が発達して遊走子嚢になり、遊走子を放出するまで4–5日で完了する。
イモリツボカビの特徴も、上記のカエルツボカビとほぼ同様である（下図3a）。ただし、シスト化した遊走子から生じた発芽管の先に新たな菌体を形成することがあり（上図2B1, B2）、また遊走子嚢が多心性となることが多い（下記参照）。
カエルツボカビ属では、有性生殖は見つかっていない。しかし遺伝学的調査からは、有性生殖を行なっていることが示唆されている。また、カエルツボカビについては、異数性であることも示唆されている。
カエルツボカビの最適温度は17–25°Cであり、10°C以下では増殖が低下、28°Cで増殖が停止し、30°C以上では死滅する。近縁種であるイモリツボカビの最適温度は、これよりも低い（下記参照）。最適pHは6–7。5%塩化ナトリウム水溶液では死滅する。
カエルツボカビは両生類の皮膚中でタンパク質であるケラチンなどを栄養源とし、またケラチンを含むヘビの皮や鳥の羽、足などでも増殖する。ただし、カエルツボカビにとってケラチンは必須の栄養源ではなく、ケラチンを含まない培地でも増殖可能である。また、甲殻類のキチンも利用することができる。両生類がいなくても、湖水中で少なくとも7週間生きることができる。ただし、カエルツボカビの必須栄養分や嗜好性については必ずしも明らかではない。
カエルツボカビは遺伝的に極めて多様であり、さまざまな種内系統群が認められている。おおよそ、世界各地で大規模感染を引き起こしたBdGPL (Bd = Batrachochytrium dendrobatidis, GPL = Global Panzootic Lineage)、主にアフリカから単離されたBdCAPE、ヨーロッパから単離されたBdCH、アジアから単離されたBdASIA-1、アジアおよび南米から単離されたBdASIA-2（BdBRAZILを含む）に分けられている。

## 症状
カエルツボカビ症は、カエルツボカビが両生類の皮膚に寄生・増殖して引き起こされる病気である。カエルツボカビはさまざまな両生類に寄生し、無尾類（カエル）、有尾類（サンショウウオやイモリ）、無足類（アシナシイモリ）の約520種に寄生することが報告されている。カエルツボカビに対する両生類の感受性は種や環境条件によって異なり、感染が全く成立しない場合、感染するが発症しない場合（不顕性感染）、発症し死に至る場合（顕性感染、致死的感染）がある。最も一般的な症状は、皮膚の脱落や、皮膚の変色、紅斑の発症であり、特に腹面や肢に発症する（上図1, 下図4）。また、活力低下や食欲不振が起こり、進行すると縮撞、異常な姿勢、硬直、反射の消失などを示す（下図4）。顕性感染の場合、ふつう発症してから2–5週間で死亡するが、発症後4–5日以内に死亡する急性例もある。飼育下では、飼育水の濁りや異臭の発生が起こる。
カエルツボカビ症による死亡機序は皮膚の生理的機能の傷害によるものであり、皮膚呼吸の阻害、浸透圧調整の阻害、皮膚を介した体温調整の障害、皮膚の生体防御機構の障害、カエルツボカビが産生する何らかの毒素などが考えられている。感染した個体では、皮膚における電解質の輸送が阻害され、血漿中のナトリウム、カリウム、塩化物イオン濃度が大幅に低下することが報告されている。
カエルの幼生（オタマジャクシ）ではケラチンは口の周囲にのみ存在するが、変態と共にケラチンの分布が増えるため、それに伴ってカエルツボカビの感染部位も増える。幼生の死亡率は非常に低いが、保菌者となる。

## 治療

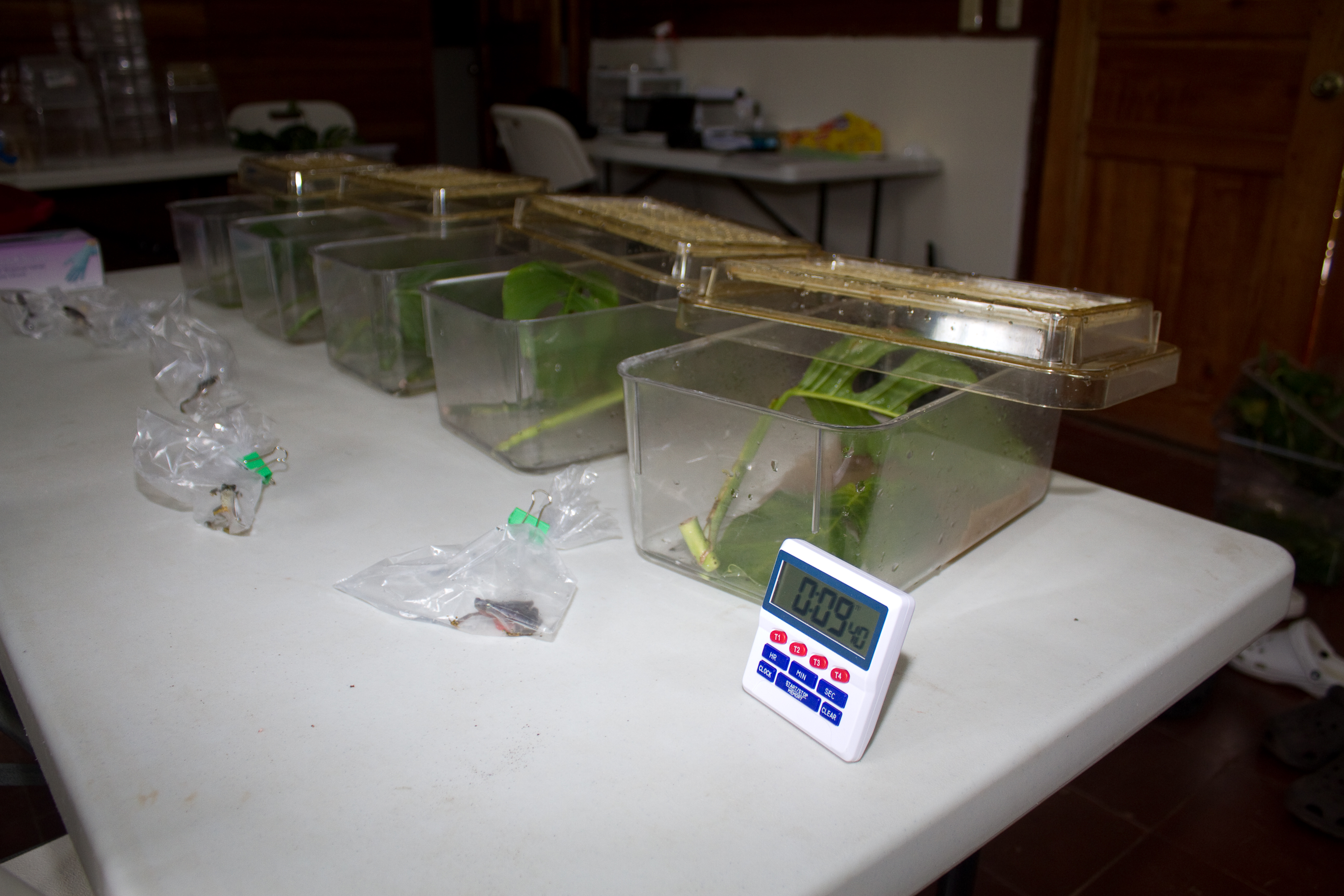
5. イトラコナゾールによる薬浴

カエルツボカビ症が知られるようになった当初は、塩化ベンザルコニウムやホルムアルデヒド、クロラムフェニコールの薬浴が使用されたこともあるが、これらの薬品は両生類にも有害である。2017年現在では、カエルツボカビ症の治療にはふつうアゾール系の抗真菌薬であるイトラコナゾールによる薬浴が比較的安全で効果的とされ、ふつう0.01%イトラコナゾール水溶液に1日1回5分、10日間薬浴させる（図5）。ただし、最適な薬浴条件は両生類の種によって異なり、アシナシイモリでは30分薬浴させる。また、このような抗真菌薬も両生類にとって有害な場合もあり（特に若い個体）、またカエルツボカビを完全に根絶することは難しい。
カエルツボカビ症に対しては高温処理も有用であり、30°C以上の条件に数日さらすことによって、カエルツボカビを除くことができる。ただし、両生類は種によって高温耐性が異なるため、このような処置が致死的となる両生類もいる。
飼育器具の殺菌には熱湯処理（50°C、5分以上）や次亜塩素酸ナトリウム浸漬（塩素濃度 200 ppm 以上、15分）が有効とされる。

## 影響

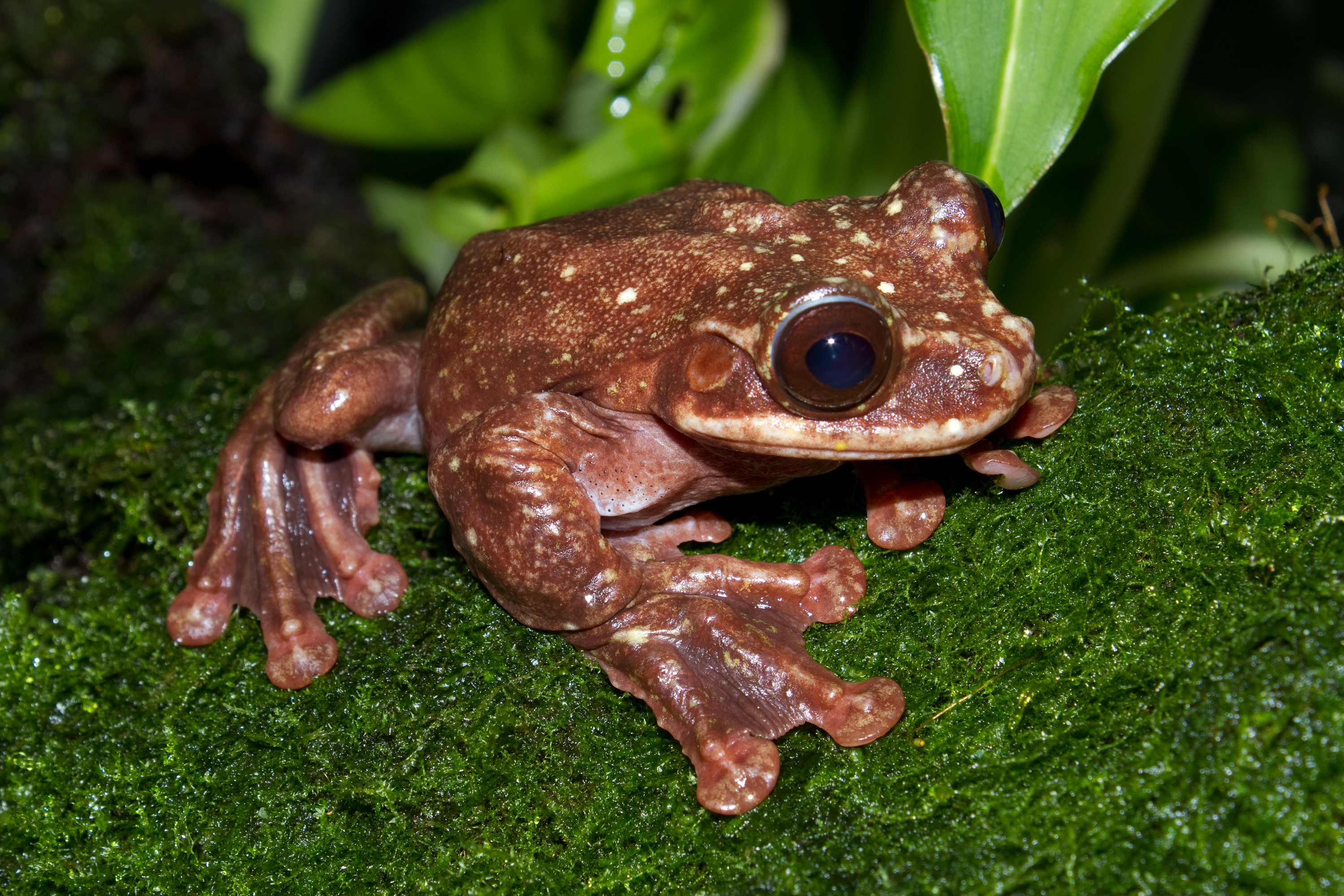
6. カエルツボカビ症によって絶滅したパナマ産の

カエルツボカビ症は、世界的な両生類の減少の一因であると考えられている。カエルツボカビ症は、オーストラリアやパナマにおける両生類の大規模な減少の原因として、1998年に初めて報告された。その後の調査から、カエルツボカビ症はオーストラリア、南米、中米、カリブ諸島、北米のシエラネバダ山脈、イベリア半島から報告されており、これらの地域での両生類の劇的な減少あるいは絶滅に関連していると考えられている。特にアメリカ大陸とオーストラリアの湿潤な地域に生育する大型のカエルに対して影響が大きかった。カエルツボカビ症によって絶滅した両生類として、パナマの Ecnomiohyla rabborum（図6; アマガエル科）やオーストラリアの Taudactylus acutirostris（カメガエル科）などがある。また、オーストラリア産のコロボリーヒキガエルモドキ（カメガエル科）などは、人間による自然界への継続的な再導入を必要としている。1970年代から50年の間に、カエルツボカビ症は少なくとも500種の両生類の減少に関わり、約90種が絶滅したとも推定されている。このようなカエルツボカビによる両生類の減少は1980年代にピークに達し、2019年現在でも回復したものは12%の種にとどまっており、39%の種では減少が続いていると推計されている（ただし、この推計に対しては批判的な見解もある）。また、これまでカエルツボカビ症の流行が見られなかった地域でも、感染流行が起こる可能性が指摘されている。
両生類の体表面には細菌叢（細菌の群集）が存在するが、特定の細菌が存在する場合はカエルツボカビ症に罹病しにくいことが報告されている。Janthinobacterium lividum（ベータプロテオバクテリア綱）や Lysobacter gummosus（ガンマプロテオバクテリア綱）は抗真菌性の物質（インドール-3-カルボキシアルデヒドやビオラセイン、2,4-ジアセチルフロログルシノール）を生成するため、これらの細菌が皮膚に生育している両生類では、カエルツボカビによる病害が低減する。このような共生細菌叢の違いが、両生類のカエルツボカビに対する感受性の違いに関与している可能性がある。
カエルツボカビ症による被害を大きく受けた個体群では、カエルツボカビ症に対する抵抗性をもつものが出現していることが報告されている。このような抵抗性は、遺伝的抵抗性や上記のような抵抗性のある共生微生物の定着によるものであると考えられている。
カエルツボカビは、国際自然保護連合 (IUCN) が選定した世界の侵略的外来種ワースト100の1つに選定されている。また、世界動物保健機関 (OIE) は、カエルツボカビを監視すべき野生動物の重要な伝染病としている。
ただし、世界的な両生類の減少は、カエルツボカビ症だけが原因ではなく、カエルツボカビ症のみに注視することは危険であることが指摘されている。カエルツボカビ症に対する抵抗性をもつ両生類の中にも、絶滅危惧種となっているものは多い。両生類の減少の要因は、他にも生育環境の変化・破壊、農薬などの化学物質、外来の捕食者や競争者、商業的利用などがある。また、このような要因がカエルツボカビ症と複合的に影響する可能性もあり、殺虫剤などによってカエルツボカビ症に罹病しやすくなることが報告されている。カエルツボカビ以外の病原体としても、ラナウイルスが問題となっており、またカエルツボカビではない未知の菌類による大量死も報告されている。

## 起源・伝播
世界各地で起こったカエルツボカビ症の起源については、主に2つの説がある。1つは常在病原体説 (endemic pathogen hypothesis, EPH) とよばれ、もともと世界中に分布していたカエルツボカビが、環境条件、宿主の感受性、菌の毒性などの変化によってさまざまな地域で独立に病原性が高くなったとする仮説である。もう1つは新興病原体説 (novel pathogen hypothesis, NPH) とよばれ、それまで分布していなかった地域にカエルツボカビが侵入し、抵抗力がないその地域の両生類に大きな被害を与えたとする仮説である。2020年現在では、新興病原体説が支持されている。
新興病原体説では、原産地としてアフリカや北ヨーロッパ、ブラジル、アジアなどが示唆されていた。カエルツボカビに関する分子データが蓄積すると、特に日本、韓国、中国など東アジアにおいてカエルツボカビの遺伝的多様性が高いことが明らかとなった。一方で、世界各地で両生類の減少を引き起こしたカエルツボカビは、特定の遺伝型にほぼ限られている。また、東アジアでは在来種の大量死は見られず、ふつうカエルツボカビに対する抵抗性をもつ。これらのことは、カエルツボカビの原産地が東アジアであり、これが世界各地に侵入して抵抗性がない両生類に大きな被害を与えたことを示唆している。
このようなカエルツボカビの他地域への侵入にはおそらく人間活動が関わっていると考えられている。特にアフリカツメガエルやウシガエルはカエルツボカビに感染するが抵抗性をもつため保菌者となり、これらのカエルの商業的取引がカエルツボカビ症の伝播に関わったと考えられている。また、食用や愛玩用として流通するザリガニもカエルツボカビの宿主になることが示されており、カエルツボカビ症の伝播に関わった可能性が示唆されている。

## 日本での経緯
日本では、2006年12月、麻布大学の研究グループによって、ペット用に外国から輸入されたカエルからカエルツボカビが検出された。これを受けて、2007年1月13日に学会・研究機関・環境団体など16の団体による「カエルツボカビ症侵入緊急事態宣言」が発表された。2007年6月には、野生のウシガエルからもカエルツボカビが検出され、毎日新聞ではカエルツボカビ症の抑止のために国家レベルでの適切な対応が必要とする社説を掲載している。
しかしその後、国立環境研究所や麻布大学、環境省などの調査により、北海道から沖縄まで日本各地から採集されたさまざまな両生類から、低率ではあるがカエルツボカビが検出された。特にウシガエルやシリケンイモリでの感染率が高く、それぞれ24.4%、19.9%であった。さらにこれら日本産のカエルツボカビは、大きな遺伝的多様性をもつことが示された。感染実験などから、これら日本産の両生類の多くはカエルツボカビに感染しにくく、感染してもふつう致死的ではなく、また自然界で大量死は報告されなかった。日本固有種であるオオサンショウウオの20世紀初頭に作製された標本からも、カエルツボカビと考えられる痕跡が見つかっており、カエルツボカビが古くから日本に生育していたことを支持している。これらのことから、日本（を含む東アジア）にはもともとカエルツボカビが生息しており、日本産の両生類はすでにカエルツボカビに対する耐性を有していると考えられるようになった。

## イモリツボカビ
オランダにおいてファイアサラマンダー（Salamandra salamandra）は絶滅危惧種ではあるが安定した個体群を維持していた。しかし2010年から、急激な個体数の減少が起こり、2013年にはわずか4%の個体群のみが生き残った。この原因となった病原生物はカエルツボカビに似るがやや異なるツボカビであることが明らかとなり、2013年にイモリツボカビ（サンショウウオツボカビ、Batrachochytrium salamandrivorans）として記載された。
症状としては、体表に潰瘍やただれができ（下図7）、カエルツボカビ症と同様に皮膚の脱落や活力低下、食欲不振、運動失調が起こる。幼生には症状は認められない。

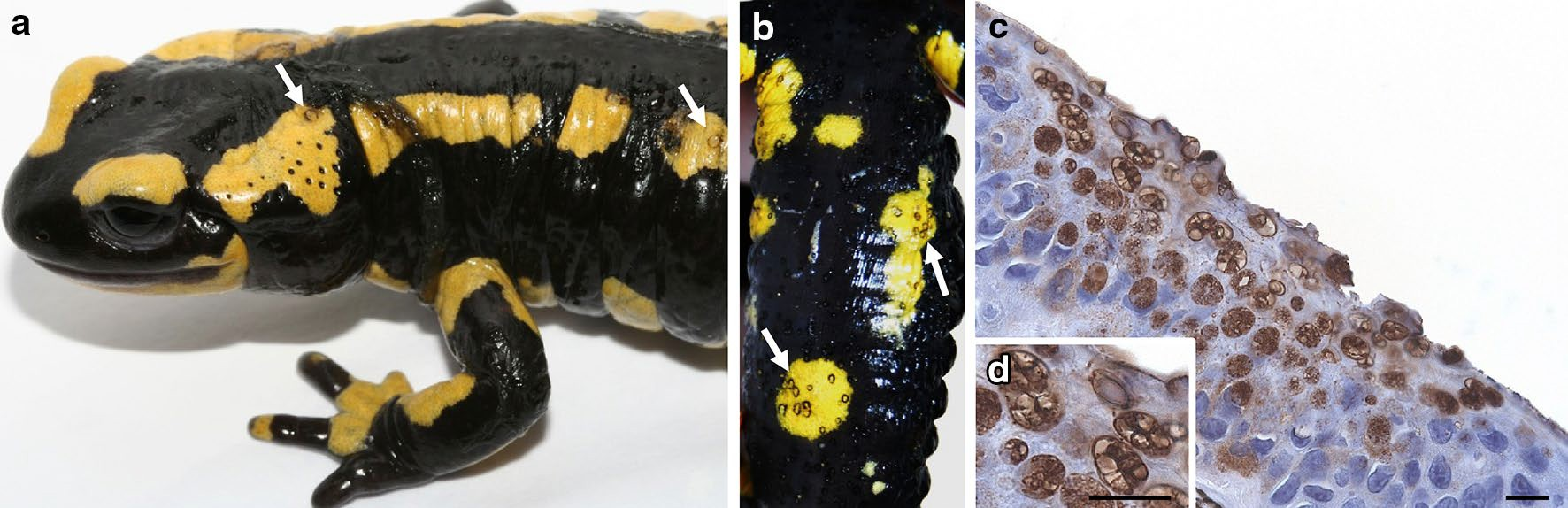
7. イモリツボカビに寄生されたファイアサラマンダー（矢印は感染部）

カエルツボカビとは異なり、宿主は有尾類に限られている。原産地はアジアであると考えられており、アジア産のサンショウウオ属、ハコネサンショウウオ属、キタサンショウウオ属、イモリ属、コブイモリ属、ミナミイボイモリ属などには寄生しても致死的ではないが、ヨーロッパや新大陸のイモリ科の多くの種には致死的である。おそらくアカハライモリ、アオイモリ、ベトナムコブイモリなどが保菌者となると考えられている。
カエルツボカビよりも低温を好み、最適温度は10–15°C、5°Cでも増殖可能であり、25°C以上では死滅する。カエルツボカビよりも、多心性の菌体（遊走子嚢が複数に分かれる）を形成する傾向がある。また、シスト化した遊走子から生じた発芽管の先に新たな菌体を形成することがあるが、この特徴はカエルツボカビには見られない（上図2B1, B2）。